# Улкен-Букенський сільський округ
Улке́н-Буке́нський сільський округ (каз. Үлкенбөкен ауылдық округі, рос. Улкен-Букенский сельский округ) — адміністративна одиниця у складі Кокпектинського району Абайської області Казахстану. Адміністративний центр — село Улкен-Бокен.
Населення — 1452 особи (2021; 2019 у 2009, 2821 у 1999, 3505 у 1989).
Станом на 1989 рік існувала Великобуконська сільська рада (села Актас, Велика Буконь, Жансари, Тентек). До 1998 року округ називався Великобуконським. Село Тентек було ліквідовано 2009 року.

## Склад
До складу округу входять такі населені пункти:
| Населений пункт   | Старі назви   | Населення, осіб (1989) | Населення, осіб (1999) | Населення, осіб (2009) | Населення, осіб (2021) |
| ----------------- | ------------- | ---------------------- | ---------------------- | ---------------------- | ---------------------- |
| Актас, село       | -             | 353                    | 261                    | 151                    | 65                     |
| Жалсари, село     | Жансари       | 319                    | 231                    | 159                    | 91                     |
| Тентек, село      | -             | 34                     | 31                     | 11                     | -                      |
| Улкен-Бокен, село | Велика Буконь | 2799                   | 2298                   | 1698                   | 1296                   |